# Georges Mulpas
Pour les articles homonymes, voir Mulpas.
Georges Mulpas (1911-1978) est un homme politique belge wallon.

## Biographie
Georges Mulpas fut d’abord un musicien passionné et un saxophoniste réputé de la fanfare "Les Ouvriers Réunis". Animateur culturel, il s’investit durant toute sa vie dans le milieu artistique. Il mena une carrière politique locale, étant notamment Bourgmestre d'Élouges durant dix ans. Mais il doit sa notoriété à la création, en 1968, d'un musée qui porte toujours son nom.
Ce musée (installé dans l'ancienne maison communale d'Élouges) présente la vie locale : objets de la vie rurale, faïences et costumes féminins d’autrefois.

## Carrière politique
- Échevin de l’instruction publique d’Élouges de 1959 à 1961.
- Bourgmestre d’Élouges de 1961 à 1971.

## L'auteur
- Histoire d'Élouges (1968).
- Elouges en cartes postales (1973).